# Delkash

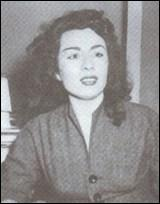
Delkesh

Esmat Bagherpour Panbehzan, känd som Delkash (persiska: دلکش), var en iransk sångerska. Hon föddes 26 februari 1925 i staden Babol i Persien. När hon kom till Teheran upptäcktes hon av olika musikmästare och började sjunga framför publik 1943. Delkash dog 1 september 2004 i Teheran.